# Гаплогруппа F (мтДНК)
Гаплогруппа F — гаплогруппа митохондриальной ДНК человека. Является потомком гаплогруппы R.
В основном гаплогруппа F сконцентрирована в Азии, представлена на востоке Китая и в Японии. Не обнаружена в Америке.

## Распространение

### Кавказ
- абхазы (137) – 0,7 %, кубанские ногайцы (131) – 1,5 %[3]

## Палеогенетика
- F1d определили у ранненеолитического образца N2a (6845—6675 л. н.) из могильника Матта (Matta) на озере Матта на юго-западной окраине села Матта в Якутии[4]
- F1 была обнаружена у индивида, жившего на стоянке Афонтова гора в эпоху бронзы[5]
- F2a определена у индивидуума из захоронения эпохи поздней бронзы (1380 — 975 лет до н. э.), ассоциированных с археологическим комплексом культуры херексуров и оленных камней в монгольском аймаке Хувсгел[6]
- F1b является минорной линией у представителей тагарской культуры[7]
- F1a (образец Vt781, 2260 л. н.) и F1e (образец Vt796, ок. 2177 л. н.) определены у представителей культуры Донгшон бронзового века Вьетнама, F1a1a определена у образца Vt778 (ок. 2652 л. н.) позднего неолита Вьетнама и у образца In661 (ок. 1866 л. н.) из Индонезии, F1a1a1 — у образца La364 (ок. 2299 л. н.) из Лаоса, F1a1'4 — у образца Vt777 (ок. 2276 л. н.) из неолита Вьетнама[8]
- Гаплогруппа F определена у образца I1525 (1970 — 1590 л. н.) из Уэлена (Чукотка)[9]
- F1 определена у образца Th521 (ок. 1712 л. н.) из железного века Таиланда[8]
- F1b1@152 определили у представителя мазунинской культуры (Y-ДНК: N1a1a1a1a)[10]
- F2d определили у образца BandaKD11 (1467—1307 лет до настоящего времени) из Китая (Гуанси-Чжуанский автономный район)[11]
- F3a1 определена у образца из висячих гробов из Юньнани, F1a1a1, F1f, F1c1a2 — из северного Таиланда[12]
- F1d определили у представительницы царского рода Ашина (Ashina), которая имела 97,7% северо-восточноазиатского происхождения и 2,3% западноевразийского происхождения и умерла около 564—650 годов. Она была дочерью Мукан-кагана (553–572 годы) и супругой императора государства Северная Чжоу У-ди (561–578 годы нашей эры)[13]
- F1b1a определили у древней жительницы корейского Кёнджу (бывшей столицы царства Силла)[14]
- F1b1f определили у образца CHK004.A0101 из Казахстана (722—885 гг., Bisoba)[15]
- F1b1e определили у представителей чияликской культуры (XI—XIV века) из группы Чиялик с Y-хромосомной гаплогруппой R1a-Z280>Y4459[16]
- F1a1 определили у образцa с кладбища Чжэньзишань (Zhenzishan) в китайском Шанду (XIII век)[17]
- F1b1-a3a2a определили у князя Дмитрия Александровича (сына Александра Невского), который умер в 1294 году[18][19]
- F1e3 определили у образца R7546-695 (череп взрослой женщины TU12 с явными костными проявлениями проказы, XIX—XX века) из коллекции рентгенолога и одного из основателей палеопатологии в России Д. Г. Рохлина, хранящейся в Санкт-Петербурге[20]

## Публикации
- Литвинов С. С. Изучение генетической структуры народов Западного Кавказа по данным о полиморфизме Y-хромосомы, митохондриальной ДНК и Alu-инсерций. — Уфа, 2010. — 23 с.

### Общие сведения
- - Ian Logan’s Mitochondrial DNA Site

### Гаплогруппа F
- - Spread of Haplogroup F, from National Geographic